# Герб Країни Басків
Герб Країни Басків (ісп. Escudo del País Vasco    , баск. Euskal autonomi erkidegoaren armarria)  ) - офіційний герб країни Басків, автономної громади Іспанії. Він складається з почвертованого щита, який представляє три історичні території Алави, Гіпускоа та Біскайї, а також неформально Нижньої Наварри. Щит оточений вінком із дубового листя, що символізує Дерево Герніки. У четвертій чверті були ланцюги Наварри; однак, після судового позову уряду Наварри, який стверджував, що використання герба регіону на прапорі іншого є незаконним. Конституційний суд Іспанії постановив прибрати ланцюги Наварри з герба у 1986 році.

## Історія
Після закінчення автономного правління в 1839-1841 рр. уряди Басків почали взаємний підхід до загальних проблем, зважаючи на тиск іспанського централізму. Рух єдності активізувався після 1866 р., коли був висунутий девіз: "чотириєдиний", "чотири єднаються в один", повторюючи девіз "Irurac bat" Королівської компанії басків, який, в свою чергу, кристалізувався в гербі, включаючи чотири історичні Басконські округи в Іспанії (південною Країною Басків). Єднання провіницій мало домагатися їх спільних інтересів, про які заявляли в цей період урядові провінційні уряди або проект Статуту країни Басків 1931 року [Архівовано 27 квітня 2015 у Wayback Machine.] .

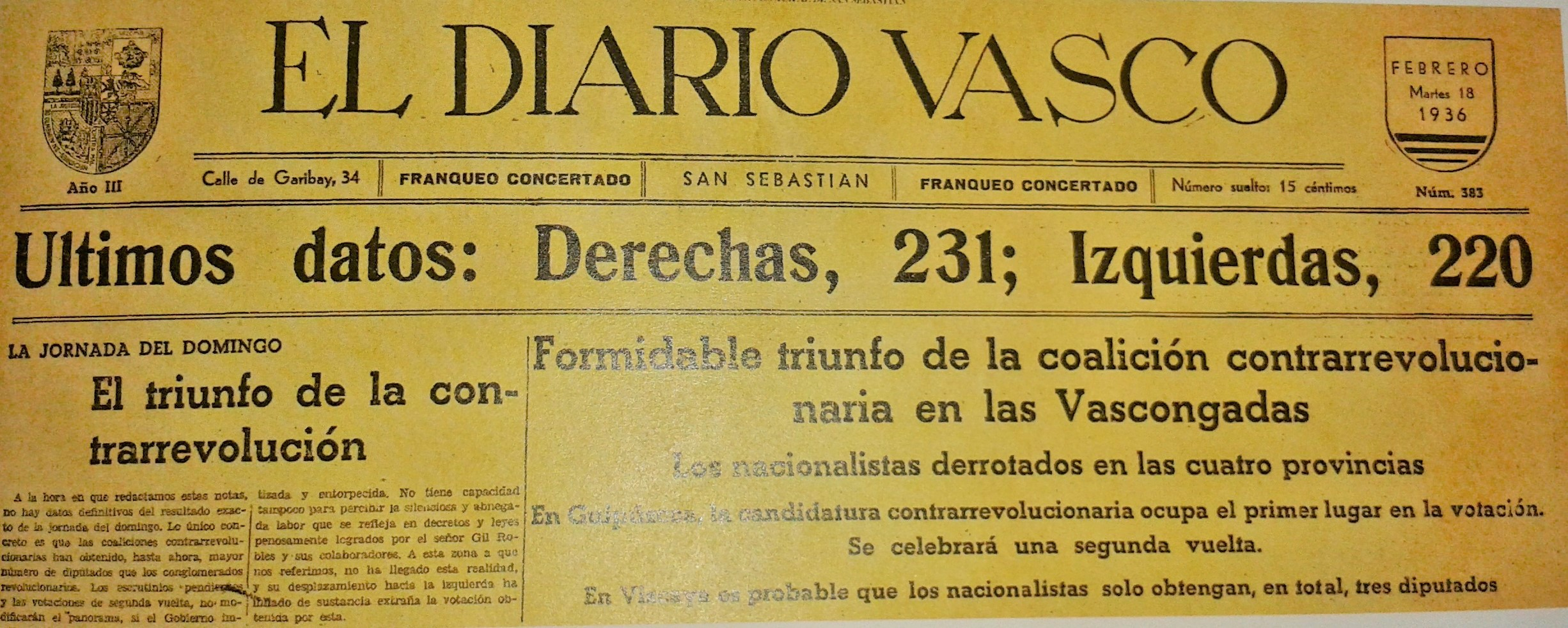
На цій першій сторінці Газети (18 лютого 1936 р.) чотириєдиний має в серцевому щитку герб Іспанії

У 1936 році Тимчасовий уряд Еускаді, під головуванням першого президента, Хосе Антоніо Агірре, прийняв як герб щит з гербом трьох провінцій Алави, Гіпускоа, Біскайї та Наварри. Президент уряду підтвердив у преамбулі Указ від 19 жовтня 1936 р. І тим самим затвердив емблему та прапор, які мали використовувати країни Басків. Таким чином, щит уряду Еускаді містив герби Алави, Гіпуцкоа, Біскаї і Наварри в єдиному блазоні, чотири чверті, оточеному вінком дубового листя. Тимчасовий уряд Еускаді заявив, що "прапор повинен бути таким, що символізує єдність басків і який найчастіше використовується в баскських землях, санкціонується як такий символ їх єдності".
Оскільки офіційний герб, як і Баскська автономна громада 1936 року, зник після перемоги Ф. Франка в Громадянській війні в Іспанії, він продовжував вживатися неофіційн. Його, навіть, вживали на своєму прапорі праві прорестанські газети з Donostia El Diario Vasco у воєнний час (дані за 2 травня 1937 р.).

## Опис
2 листопада 1978 р. Генерал Конседжо дель Паї Васко (Генеральна рада країни Басків) відновив республіканський герб, хоч і змінив його так: 
1. Чверть Алави втратив девіз "En aumento de la justicia contra malhechores"[6], дизайн замку і рука з мечем були змінені. Зараз замок знаходиться поверх сірої скелі, а рука і меч світло-синього кольору.
2. У чверті Біскайї 1986 р. були прибрані вовки Ароського дому і було змінено фон зчервоного на срібний, а облямівка зі срібла на золото, хрести з зеленого на червоний, а також земля, з зеленого на марун.[7][8][9][10]
3. У чверті Гіпускоа поле змінилося з срібного на золоте, а землю прибрали, залишивши лише дерева та хвилі.[11][12]
4. Четверта чверть колись містила ланцюги Наварри; проте, після судового позову уряду Наварри, Конституційний суд Іспанії змусив уряд Країни Басків усунути ланцюги Наварри. Замість нього лишився червоний фон.[13]

У 1991 році уряд Басків стандартизував кольори, які використовуються в щиті.
Баські націоналісти, але не тільки, використовували неофіційно визнаний герб басків Семиєдиний. Стверджувалося, що він відрізняється від початкового тим, що розділяється на шість секторів та включає герб баскських регіонів у Франції. Девіз "Zazpiak bat" (семиєдиний) був придуманий Антуаном-Томсоном д'Аббаді в кінці ХІХ століття.

## Галерея

Герб Алави символізує самоврядування провінції, рука в латах готова боротися зі своїми ворогами[16]
Герб Біскайї з вовками Ароського дому (до 1986 р.)
Хрест на гербі Біскайї зображений в обіймах Дерева герніки як свідчення їх важливості
Хвилі в гербі Гіпускоа символізують Біскайську затоку, а дерева - поділ провінції на три частини
Четверта чверть герба Країни Басків символізувала Наварру
Червоний фон - єдине, що лишилося від герба Наварри
Проект триєдиного герба Країни Басків 1982 р. (без герба Наварри)
Семиєдиний